# Serny
Serny (Jelita odmienne) – polski herb szlachecki, odmiana herbu Jelita, z nobilitacji.

## Opis herbu
Opis zgodnie z klasycznymi regułami blazonowania:
W polu czerwonym trzy kopie w gwiazdę złote – dwie w krzyż skośny i trzecia na opak, na nich.
Klejnot – chorągiew kościelna złota z takimż krzyżem trójlistnym między dwiema chorągiewkami – prawą w skos, czerwoną, lewą w skos lewy, srebrną.
Labry czerwone, podbite złotem.

## Najwcześniejsze wzmianki
Nadany 22 stycznia 1581 Bartłomiejowi Sernemu, burmistrzowi sandomierskiemu i Łukaszowi Sernemu, rotmistrzowi królewskiemu. Herb powstał z adopcji do herbu Jelita, której dokonał kanclerz Jan Zamoyski.

## Herbowni
Serny.